# Draken-klass
Draken-klass var en ubåtsklass bestående av tre ubåtar tillhörande den svenska flottan. De bygges mellan 1926 och 1930. Den mest kända ubåten i denna klass är nog Ulven som gick på en mina utanför Marstrand 1943 under en övning.

## Fartyg i klassen
- Draken
- Gripen
- Ulven